# Solanum lacerdae
Solanum lacerdae är en potatisväxtart som beskrevs av Dusen. Solanum lacerdae ingår i släktet skattor som ingår i familjen potatisväxter. Inga underarter finns listade i Catalogue of Life.